# Danzas de Tabasco
Tabasco, estado ubicado en México, es un mosaico de costumbres y tradiciones ancestrales. Las danzas típicas de Tabasco, son el resultado de la fusión de las costumbres y la riqueza cultural de olmecas, mayas y mexicas, quienes en ciertos momentos de la historia, se asentaron en este territorio.
El baile de la pesca se encuentra en llanos donde bailan hombres y  mujeres con movimiento de caderas y piernas es un baile festivo pero mejor es cosecha de arroz.
La música tabasqueña surgió hace más de tres mil años, y se utilizaron principalmente instrumentos como el tambor, la flauta, las conchas de tortuga y los chinchines. Con ellos, comenzaron a surgir bailes y danzas que los indígenas crearon para agradecer a sus dioses, hacerles ofrendas o pedirles buenas cosechas. 
Los frailes utilizaron las danzas indígenas y les agregaron pasajes y personajes bíblicos, con la finalidad de facilitar la conversión de los indígenas al catolicismo, prueba de ello son las danzas de "El Caballo y el Gigante" y "David contra Goliat". Los chontales, una vez convertidos al catolicismo
, sus prácticas religiosas anteriores a su conversión subsistieron a pesar de las prohibiciones y persecuciones de que las hizo objeto la iglesia, y fueron integrándose a las festividades católicas, llegando así, hasta nuestros días, siendo un reflejo de la gran riqueza cultural de Tabasco.

## Danza "El baile del viejo"

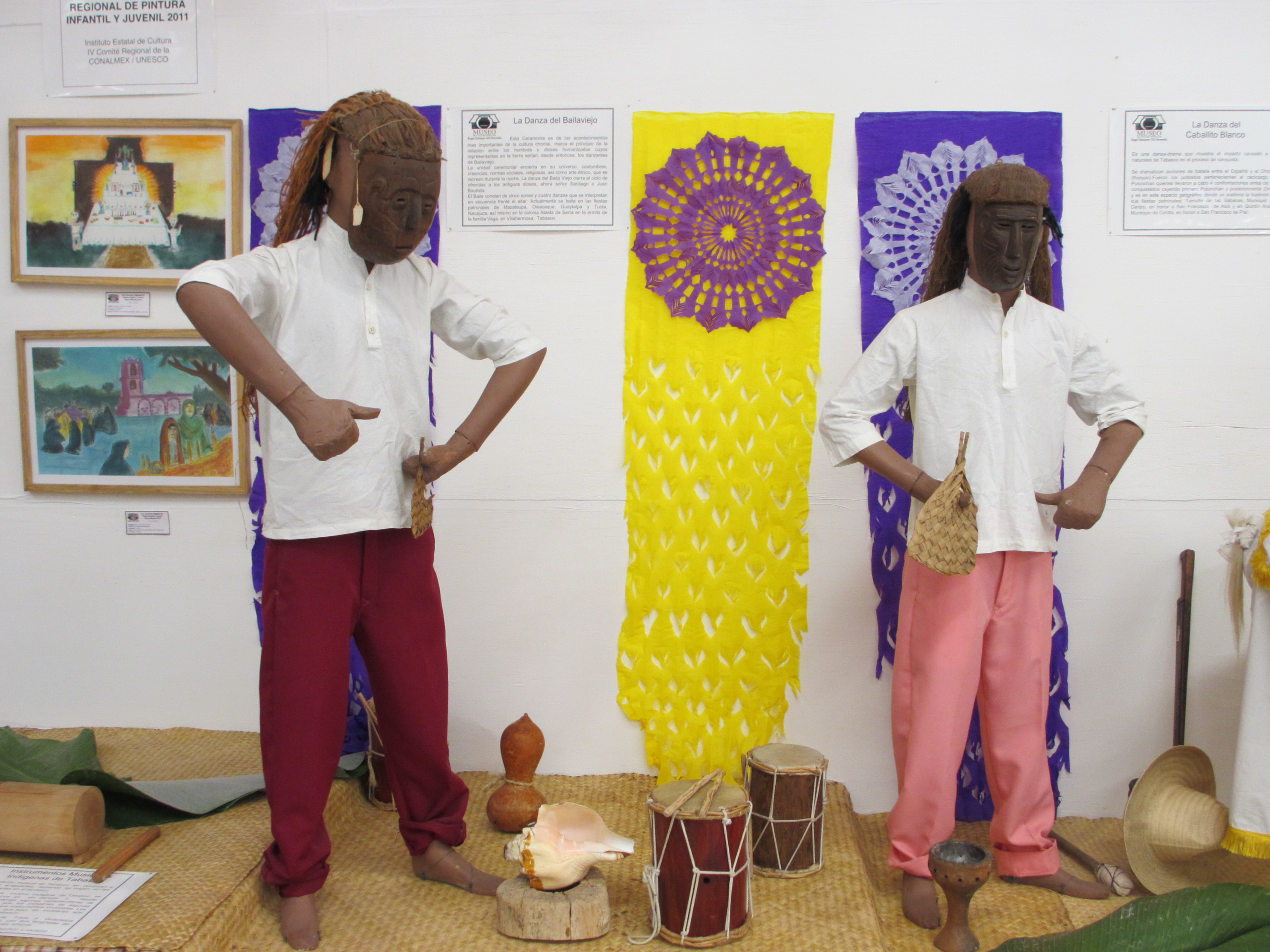
Indumentaria de los participantes en la danza del "Bailaviejo".

Danza prehispánica originaria del municipio de Nacajuca, de carácter religioso, celebrada en las fiestas dedicadas a los Santos Patronos de las comunidades. Es una manifestación para dar gracias y pedir por los difuntos, participando en su escenificación de cuatro a cinco personas.
- Fechas en que se baila:

22 de julio. En el poblado de Tucta. Dedicada a Santiago Apóstol.
14 de agosto En el poblado de Tecoluta. Dedicada a  La Asunción. 
13 de diciembre. En el poblado de Mazateupa. Dedicada a Santa Lucía.
25 de diciembre. En el poblado de Guaytalpa. Con motivo de la Navidad.
- Música:

Sones de danza. Se cree que son más de 300 sones.
- Indumentaria:

Ropa de manta tradicional.
- Accesorios:

Máscaras talladas en madera de cedro y llevan largas cabelleras de jolocín, un plato con ofrendas. El abanico fue tomado de las costumbres de las gente del campo y que al regresar asoleados, del trabajo lo ocupan para soplarse y llevarlo durante la danza, está hecho de la hoja de la palma de coco. El chinchín, o sonaja también se usa en esta danza, y con esto tienden a llamar a los animales domésticos utilizando una jícara con maíz haciendo ruido.
Las máscaras están talladas en madera teniendo características de personas ancianas y datan de más de un siglo porque fueron heredadas de padres a hijos. La cabellera lleva una trenza de la fibra de plátano también puede hacerse con henequén o pueden ir adornadas con cinta de colores.
- La Danza:

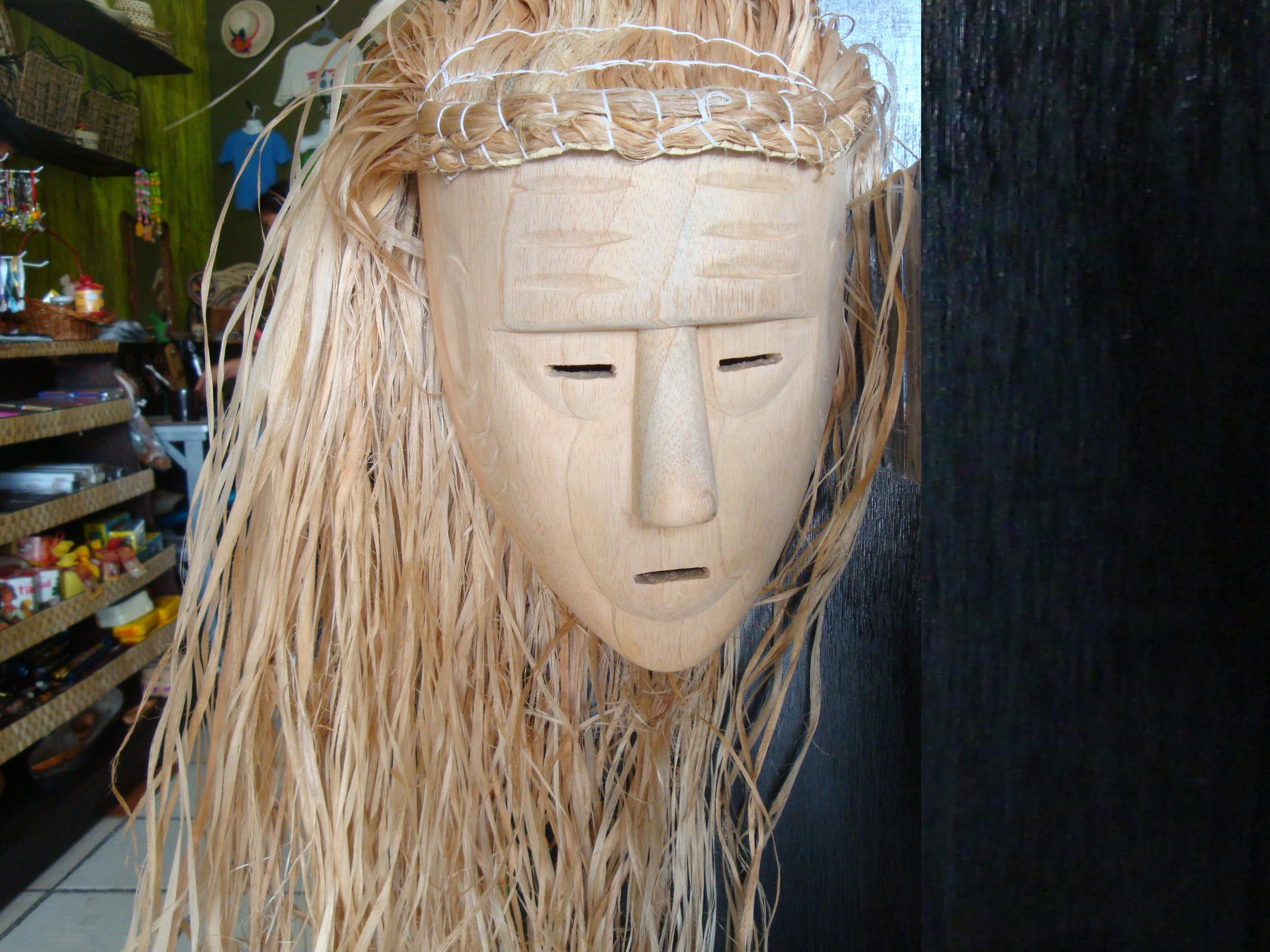
Máscara de madera con cabellera de "jolocin", utilizada en la danza del "Baila viejo".

Los danzantes, dos o cuatro baila descalzos y portan sobre la cabeza máscaras con rasgos que semejan ancianos y ancianas; están talladas en madera de cedro y llevan largas cabelleras de jolocín. Anteriormente las danzas se bailaban en la mayoría de las comunidades del municipio de Nacajuca, antes de las oraciones "de gracias" para agradecer las cosechas, en pro de las sementeras o de crías de animales domésticos, o bien para conjurar plagas y epidemias. La danza comienza a las 8 de la Noche, después del rosario y se baila toda la noche acompañado de la música de Tambor y flauta de carrizo (pito).
Los danzantes llevan en una mano una sonaja y en la otra un abanico pequeño, en cada vuelta hace su reverencia al santo con el abanico, como un saludo, donde está el altar. El abanico se carga con la mano izquierda y la sonaja con la derecha. Hay un orden de los sones en las danzas de Bailaviejo que se respeta mucho. No hay ningún escándalo, hay silencio donde están bailando. Hay un son para comenzar y uno para terminar. Antes se bailaba toda la noche hasta las siete de la mañana.
La música del baila viejo se compone de varios sones; a cada uno de ellos los danzantes bailan en círculos rutinariamente emitiendo a intervalos fuertes gritos. La tradición señala que antiguamente baila viejo se representaba al inicio de la siembra y al principio de la cosecha, en la danza solo podían participar jóvenes no iniciados en la vida sexual.
La música y la danza son dos expresiones importantes en la vida de los chontales y han logrado por medio de ellas, atraer la atención y el interés de otros sectores de la población dentro y fuera del estado y del país debido a su fuerza y bellaza. El municipio de Nacajuca es el asiento del conjunto música chontal conocido con el nombre de "tamborileros" por la utilización de tambores que marcan el ritmo, uno grande o tambor hembra y otro chico o tambor macho. La melodía corre a cargo de la flauta de carrizo de siete agujeros con embocadura de pico y tapón de cera.
El repertorio musical forma parte de las danzas y bailes tradicionales que se tocan con motivo de las fiestas religiosas como de celebraciones civiles o rituales ligados a la agricultura, la pesca, la vida y la música. La Danza de Bailaviejo forma parte de la antigua tradición prehispánica de las danzas de viejos o "huehues". Está formada por un gran número de sones que se tocan a lo largo de la celebración.

"Las Danzas de Bailaviejo se acostumbran durante la fiesta del Apóstol Santiago. Estas son danzas religiosas, por que se reaizan para celebrar a los santos desde hace mucho, eso era la música de los antiguos chontales, no había banda, no había marimba, sólo pito y tambor. Son bailes de viejos que llevan su máscara con la trenza de jolosin blanco como las canas..."
Fernando Hernández Isidro

## Danza del Caballito Blanco

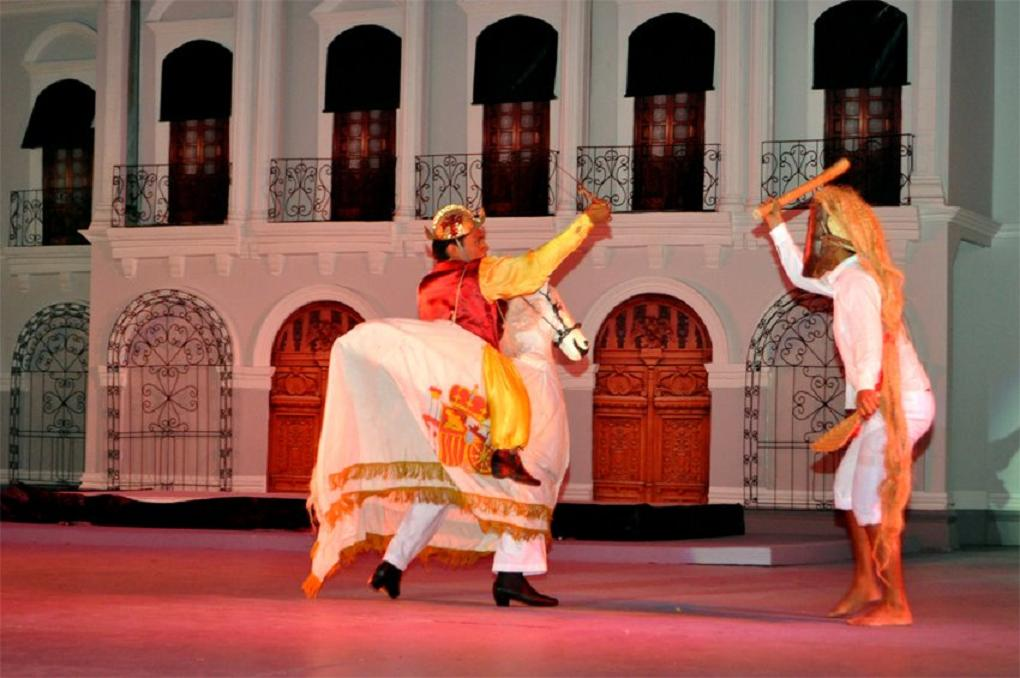
Escena de la danza del "Caballito blanco".

Esta danza es originaria de la población de Tamulté de las Sabanas en el municipio de Centro.  Tiene un carácter guerrero de tiempos de la Conquista, y pertenece al grupo de las danzas de conquista y teatro ritual. representa el combate entre los indígenas tabasqueños contra los españoles, en la batalla de Centla. De clara acepción mestiza, escenifica la lucha entre dos guerreros bravíos, se baila generalmente en las festividades a San Francisco de Asís, patrono de la comunidad. Participan en esta danza, un danzante indígena con máscara, quien va a pie; un danzante a caballo representando a un español y el "promesero" o "Señor de las Promesas" que son las personas del pueblo que siguen la peregrinación con una ofrenda, por lo que se baila a dos tiempos.
- Fecha en que se baila:

4 de octubre Poblado Tamulté de las Sabanas, municipio de Centro, poblado Quintín Aráuz, municipio de Centla y poblado Olcuatitán, municipio de Nacajuca.
También se baila el primer viernes de cuaresma y en honor de los santos patronos: Santiago Apóstol y San Francisco de Asís.
- Indumentaria:

Ropa de manta.
- Accesorios utilizados:

Frutas, flores, velas, palias bordadas, una figura de caballito y una máscara.
El caballito y Jinete: confeccionado con una armazón de madera y tela blanca. Lleva bordados en la montura con motivos florales. Hacia ambos costados del caballo sobre la montura se observan lo que simulan ser las piernas del danzante, confeccionadas con tela y zapatos de niño. Cabe señalar que la armazón es hueca y para colocarse se auxilia de dos cuerdas de ixtle que van colocadas a los costados del caballito, pasándolas de forma cruzada sobre su pecho y la espalda. El ejecutante porta en su mano derecha un machete y con la mano izquierda simula llevar el cordel del caballo.
El indígena: viste con ropa común. Sus elementos son una máscara de madera pintada en color café. La cual lleva una cabellera de ixtle. En la mano derecha porta un machete y en la mano izquierda una sonaja que hace sonar al compás de la música.
- Música:

Sones de danza. 
- Instrumentos:

Flauta de carrizo (pito) y tambor.
- Origen:

Al ver llegar a los españoles montados en sus caballos, los indígenas creyeron que ambos, corcel y jinete eran uno solo. El caballo, mismo que fue traído por los españoles, pelea con el indígena. La fuerza y los elementos del español se impusieron, derrotando de esta manera al indígena quien cayó en desconcierto ante el sonido de las armas y la visión del hombre-corcel. Esta danza, está inspirada en la batalla de Centla o Cintla (marzo de 1519).
- Ritual:

Se inicia días antes de la celebración, el bastonero o encargado del ritual es quien viste al caballito, cambiando los elementos que se encuentran en deterioro como la tela o los bordados. El pueblo se encarga de realizar los correspondientes adornos para la iglesia local consistiendo en cayucos tallados u hojas de papel picado.
- La Danza:

En esta danza chontal representa al impacto que tuvo el indígena al conocer el caballo los cuales pensaban que jinete y caballo eran uno solo. El ritual inicia en la casa del bastonero donde se da una bendición al caballito y salen por las calles principales los dos danzantes acompañados de la armazón y el pueblo. La danza comienza a la salida de la casa de la familia que va a ofrecer sus promesas a San Francisco de Asís, posteriormente, caminan hasta la iglesia en peregrinación saliendo primero el promesero, y donde se realiza el "segundo tiempo de la danza". La danza generalmente es ejecutada en el atrio de la iglesia. Lo más característico de ella es que cuando se lleva a cabo el encuentro- entre el indígena y el español se da un enfrentamiento entre uno y otro con ayuda de los machetes, que causan un sonido característico de guerra. Al final el español vence al indígena el cual cae muerto. Terminan la danza y van a la siguiente casa que ofrecerá otra promesa, y así sucesivamente todo el día. 
En esta danza chontal de tipo guerrera o de conquista donde los danzantes ofrecen sus ofrendas que se componen generalmente de frutas, flores, velas y palias bordadas para el altar o parta el caballito, anteriormente era la música de pito y tambor la que acompañaba a esta danza ahora es una banda de música de viento que ejecuta los sones a bailar.
La tradición señala que antiguamente esta danza era bailada por un solo guerrero con máscara en honor al Dios Kantepec.
- Datos Curiosos:

Esta danza se empezó a ejecutar poco después de 1531, cuando se llevara a cabo la conquista de Tabasco.
Dejó de bailarse en el año de 1928, fecha en que comenzó la campaña antirreligiosa del Lic. Tomas Garrido Canabal, siendo entonces gobernador Ausencio C. Cruz.
Desde 1956, comenzó nuevamente esta costumbre que aún predomina en los poblados ya mencionados.
Esta danza es considerada una reliquia folklórica por lo importante de su música y lo interesante de su muestra. Ha sido muy poca llevada a los escenarios debido a los datos que hacen denotar un pasado lleno de tristes acontecimientos para nuestro estado.

## Danza de los blanquitos

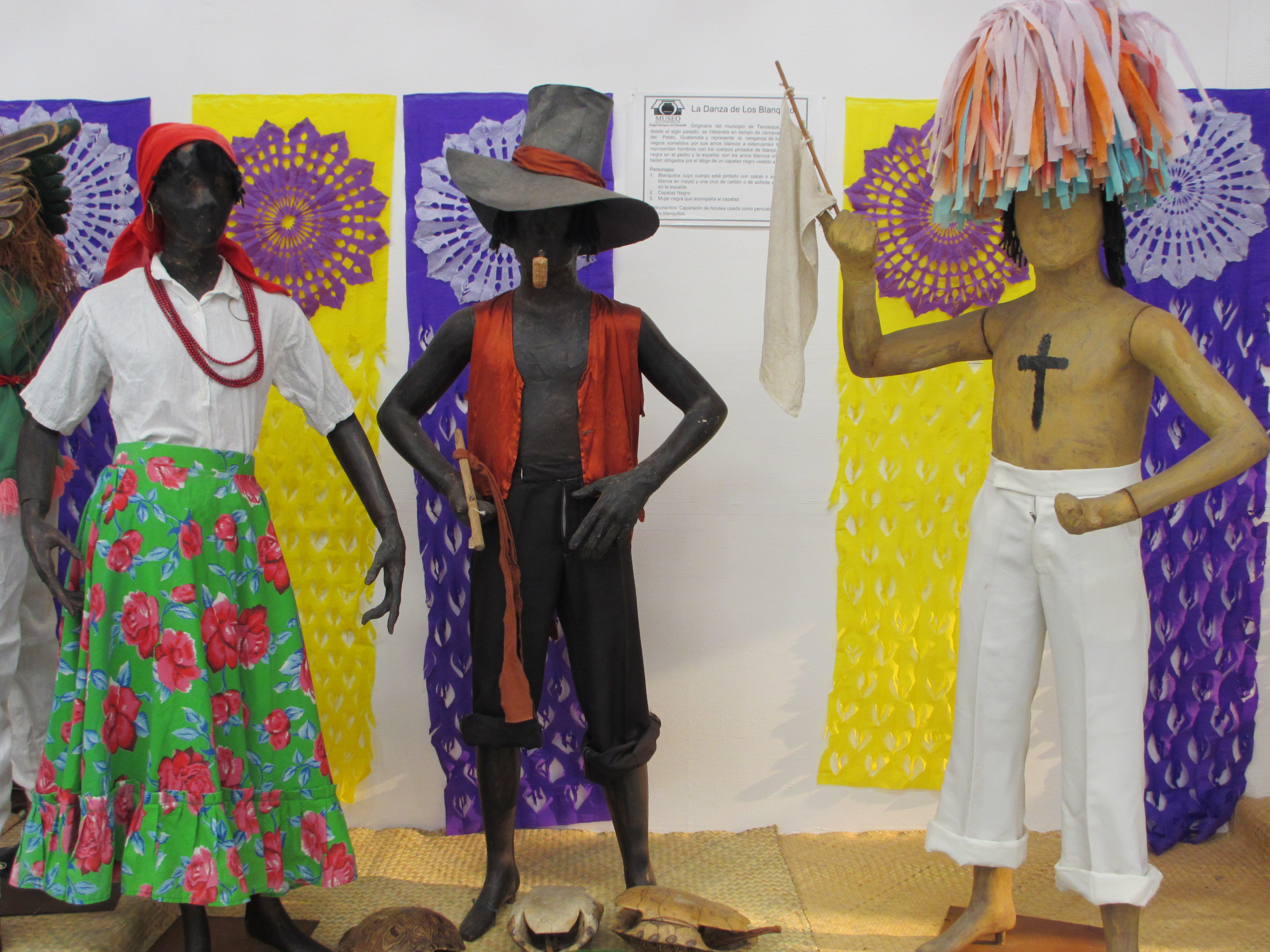
Indumentaria utilizada en la danza de "Los Blanquitos".

Danza originaria del municipio de Tenosique, y es de carácter religioso, celebrada durante el Carnaval de Tenosique, el primer domingo. De clara ascendencia mestiza, esta danza trata de mostrar una protesta de tipo racial, en la que los esclavos negros traídos del Petén se revelan ante el hombre blanco, usando la danza a manera de una venganza simbólica hacia los patrones blancos, ya que el capataz es de color negro. En esta danza participan un capataz negro y su mujer, y "blanquitos".
- Fecha:

Primer domingo de carnaval
- Indumentaria:'

Blanquitos: calzón de manta, se pintan el cuerpo de lodo calizo, en el pecho una cruz, pintada con achiote.
Capataz: chaleco color brillante, pantalón oscuro, se pintan de color negro con tizne de carbón.
- Accesorios:

Blanquitos: penacho cilíndrico con papel picado de colores. El "capitán" de los "blaquitos", lleva una bandera blanca, la cual agita al compás de la danza.
Capataz: llevan bombín, látigo, pipa o cachimba de bacal.
Mujer: Arracadas, turbante hecho de paliacate rojo, falda color roja, el capitán de los blanquitos lleva una bandera blanca.
- Música:

Sones de Danza.
- Instrumentos:

Concha de tortuga, sonado por hueso de costilla de otro animal y una flauta de carrizo ("pito").
- Origen:

La danza de los blanquitos muy probablemente fue introducida a Tenosique entre los años 1880 – 1890 por un personaje de la raza negra de nombre José Pérez. Esta danza representa una particular forma de protestar ante la represión de que fueron objeto los esclavos negros en el difícil trabajo de talar las selvas para extraer las maderas preciosas y chicle del árbol de Chicozapote. Usando la danza a manera de una venganza simbólica hacia los patrones blancos, ya que el capataz es de color negro.
Aunque hay otras versiones de que esta danza ya era bailada por los mayas quienes se pintaban el cuerpo de blanco con "Sascab" o tierra de lodo blanco, y se decoraban con manchas negras haciendo una remembranza del jaguar. Llevaban en la cabeza una especie sombrero en forma de "cono" del cual en la punta salían cintas de colores hechas con fibras de henequen y pintadas con pigmentos naturales de colores. Esta danza era bailada en señal de ofrenda a sus dioses, para obtener buenas cosechas y una pesca abundante. A la llegada de los españoles, estos erradicaron las costumbres indígenas, por lo que la danza dejó de bailarse. Posteriormente, entre los años de 1880 - 1890, la danza fue usada de nuevo, ahora por un personaje de raza negra de nombre José Pérez, para protestar contra la represión de que eran objeto los esclavos negros en el difícil trabajo de talar las selvas para extraer las maderas preciosas y chicle del árbol de Chicozapote. Este personaje cambió las manchas negras que usaban los mayas emulando al jaguar, por una gran cruz color negra, pintada en el pecho, tal y como se baila ahora.
- La Danza:

Los danzantes bailan en círculo al compás de la música de sonidos salidos de conchas de tortuga golpeadas con huesos, y de flautas de carrizo, y emitiendo gritos al compás de los sonidos de los caparazones. Mientras dan vueltas en círculo, en medio danzan el "capataz" y la "mujer" quienes están pintados de negro. Posteriormente, rompen en círculo y forman dos filas, y danzan hacia adelante y unos pasos hacia atrás, a lado de una fila baila el "capatáz" y a lado de la otra, la "mujer", siguen danzando y después de unos pasos hacia adelante y otros hacia atas, vuelven a hacer el círculo con el "capataz" y la "mujer" en medio.

## Danza del Caballo y el Gigante

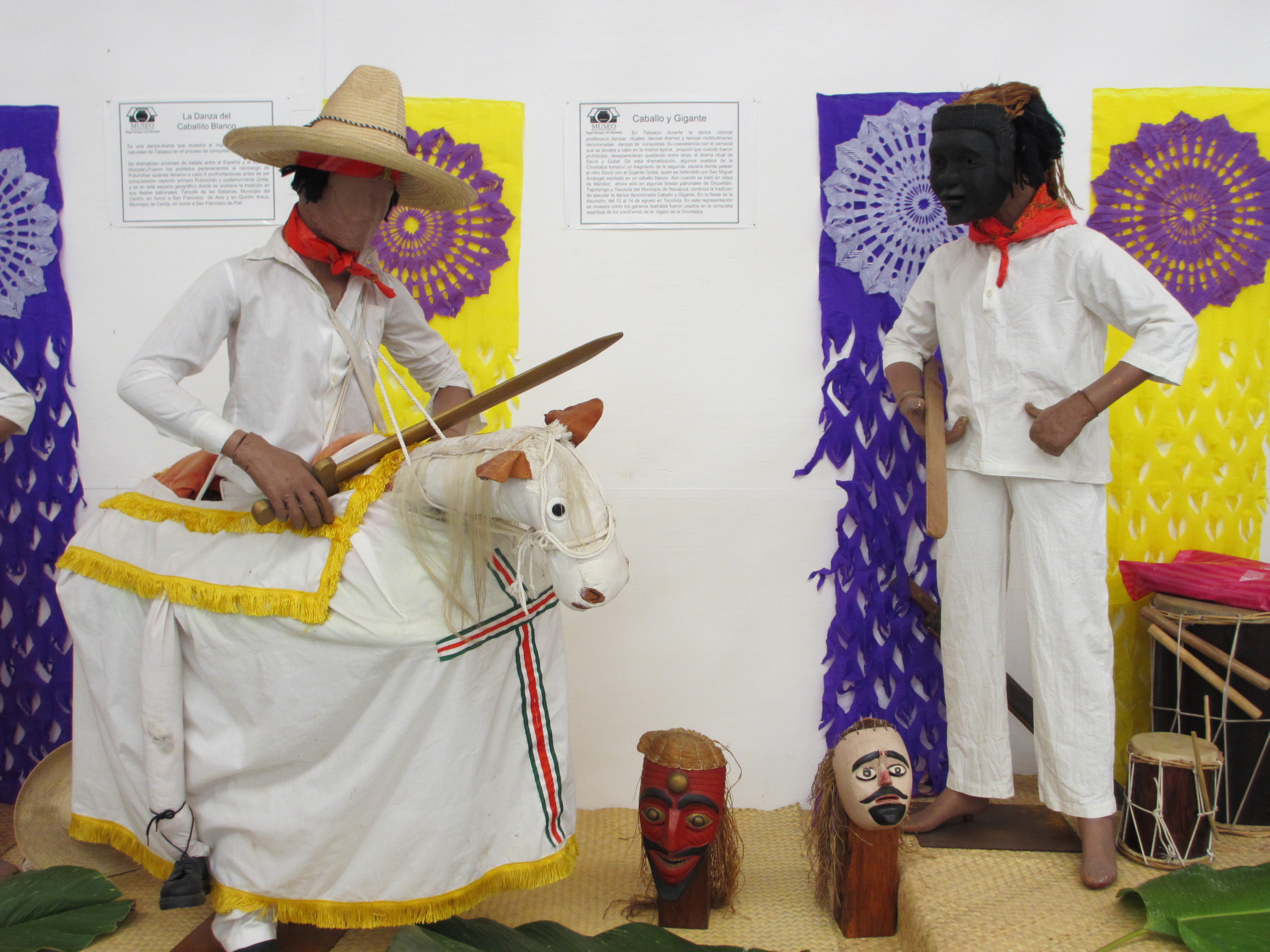
Indumentaria de los participantes en la danza del "Caballo y el Gigante".

Esta danza chontal, también llamada "Danza del Gigante y el Caballo" o "Baila Gigante", es originaria de la comunidad de Tecoluta en el municipio de Nacajuca. Es de claro carácter religioso y se celebra en honor de la fiesta de la Virgen de la Asunción. De clara descendencia mestiza, esta danza involucra a dos personajes, el Apóstol Santiago y el gigante Goliat.
Esta danza se remonta a la época inmediatamente posterior a la conquista de Tabasco, cuando los religiosos españoles utilizando los ritos y las ceremonias que los propios indígenas utilizaban para celebrar a las deidades, las transforman imprimiéndoles el sentido de la religión católica, con pasajes y personajes bíblicos, creado, así, junto con las culturas indígenas, un sincretismo cultural con los fines de evangelización. Lo singular de esta danza chontal, consiste en la inclusión de un “Caballito” y tiene mucha semejanza con la relatada anteriormente la del  "Caballito" o del "Caballito Blanco".
- Fecha:

14 y 15 de agosto
- Participantes:

David: Creyente de Dios y posteriormente rey de Israel.
Goliat: Gigante filisteo, enemigo del pueblo de Israel.
San Miguel: Protector de David.
Santiago de Galicia: Aguerrido jinete defensor de David.
Soldados de Goliat: Un lancero y dos espadachines.
- Indumentaria:

El gigante Goliat: quien lleva ropa de diario y máscara tallada en madera de cedro, policromada y con cabellera de "jolochin".
El Señor Apóstol Santiago: con ropa de diario quien va dentro de un caballo
- Accesorio:'

Flores, frutas, velas y "palias".
- Música:

Sones de danza.
- Instrumentos:

Tambores hechos con madera de cedro y parche de cuero de venado, una flauta de carrizo ("pito"] de seis orificios con boquilla de cera.
- La Danza:

El Señor Apóstol Santiago va dentro de un caballito blanco hecho de jahuacte y manta. Antiguamente la música era interpretada con tambores de cedro y cuero de venado, y una flauta de carrizo (pito) con boquilla de cera, llamada flauta "pochó". Ahora la danza se acompaña con zapateos y "marchas" ejecutadas por una banda de música de viento.
Los danzantes y los ofrecedores recogen las ofrendas preparadas previamente en los diferentes hogares, ejecutando la danza frente a los altares de cada casa, se llevan después las ofrendas a la puerta de las iglesias y los ofrecedores, los danzantes y los acompañantes, dan una vuelta al templo. Solamente los ofrecedores y los patrones se encargan de introducir las ofrendas a la iglesia y las dejan depositadas ahí mismos. Los danzantes y los tamborileros permanecen fuera del templo.
Las flores, frutos, velas o "palias" que componen las ofrendas se entregan a los ofrendadotes, ancianos rezadores, quienes interceden con la virgen comunicándole que la familia viene a entregarle lo mejor de su cosecha, para obtener su protección.

## Danza de David y Goliat

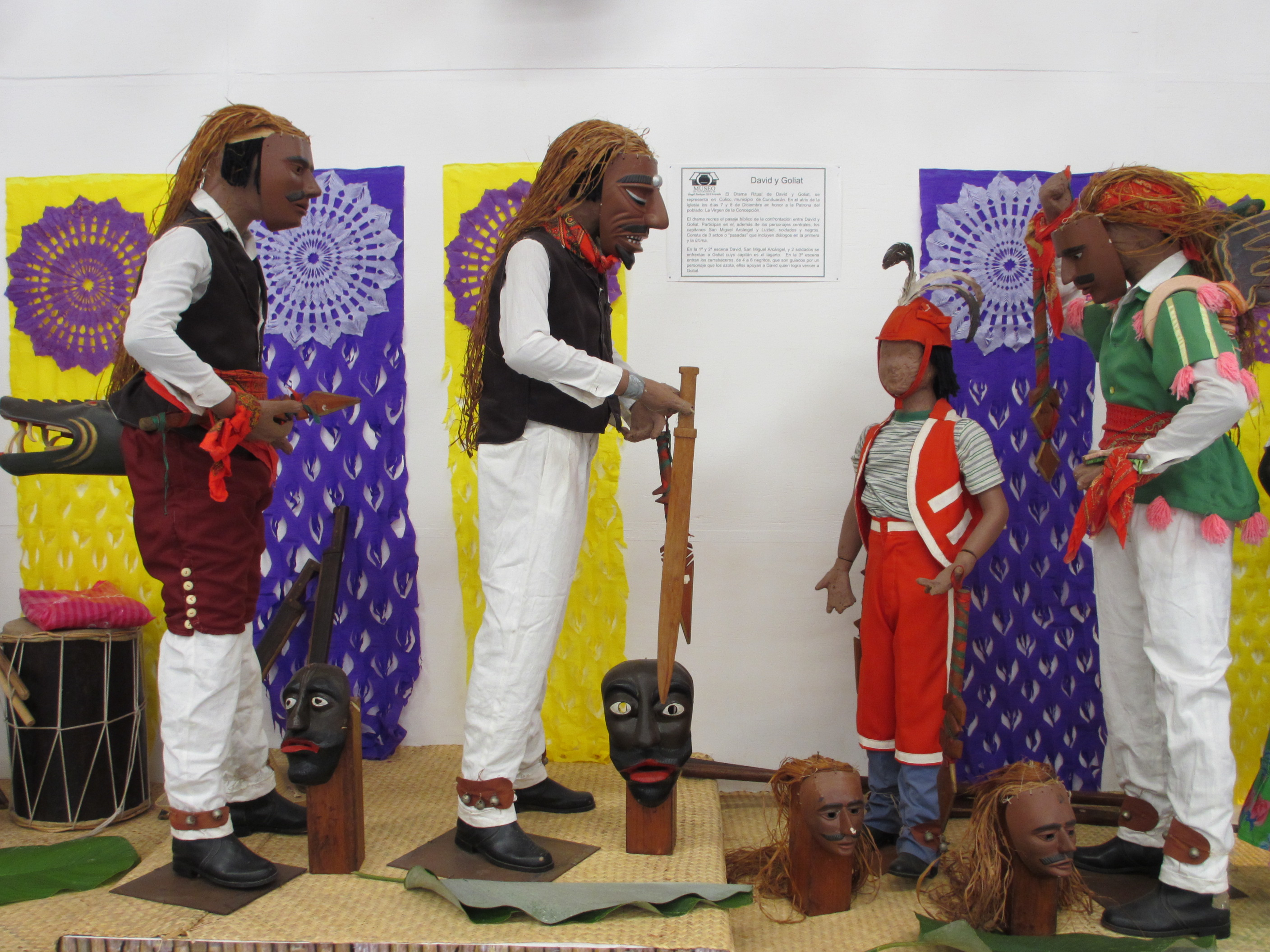
Indumentaria utilizada por los participantes en la danza "David contra Goliat".

Esta danza se baila en la población de Culico, en el municipio de Cunduacán, y es una representación del pasaje bíblico donde narra la lucha que sostuvo el joven hebreo David, en contra del gigante Goliat. Esta representación y danza contiene elementos del sincretismo cultural que mezclan lo europeo y lo indígena ya que Culico, es un poblado antiguo de ascendencia nahuatl.
Al igual que la "Danza del Caballo y el Gigante", esta danza se remonta a la época inmediatamente posterior a la conquista de Tabasco, cuando los religiosos españoles utilizando los ritos y las ceremonias que los propios indígenas utilizaban para celebrar a las deidades, y las transforman imprimiéndoles el sentido de la religión católica, con pasajes y personajes bíblicos, con fines de evangelización. Se cree que fueron los misioneros que fundaron el convento de Huimango, población vecina de Cúlico , situada a sólo dos kilómetros de distancia, los que a pesar del poco tiempo que permanecieron en la región, entre los años 1578 y 1583, pudieron enseñar a los indígenas esta danza que se arraigó finalmente en ellos.
- Fecha:

7 y 8 de diciembre. Celebración de la Virgen de la Concepción en Culico, Cunduacán.
- Personajes participantes:

San Miguel Arcángel, David, Goliat, el Capitán Luzbel, el lagarto o dragón, dos negros y tres soldados, sumándo un total de 10 elementos.
- Indumentaria:

San Miguel Arcángel, quien viste pantalón y camisa blanca con chaleco verde, paliacate en la cintura, en la cabeza, y en ambas muñecas, dos cruces en la mano izquierda y una lanza en la mano derecha, zapatos negros y cascabeles en los tobillos, una máscara de madera con cabellera de "jolochin".
Niño David, el cual está ataviado con camisa azul, pantaloncillo rojo, adornado con cinta blanca, chaleco con plumas, zapatos negros cascabeles en ambos lados del tobillo, y en la mano una lanza de madera.
Gigante Goliat, cuyo traje consiste en un pantalón y camisa blanca, con pantaloncillo guinda, paliacates amarrados en la cintura y en la mano izquierda, en la mano derecha un machete de madera, zapatos negros cascabeles en ambos lados del tobillo y máscara de madera con cabellera de "jolochin". 
El Capitán "Luzbel", quien lleva un pantalón y camisa de mantas, chaleco negro paliacate rojo amarrado en la cintura, otro en la cabeza y otro paliacate rojo en el cuello, en la mano izquierda lleva una cruz igual a la de San Miguel; en la mano derecha lleva una lanza; máscara de madera con cabellera de "jolochin", zapatos negros, cascabeles en ambos lados del tobillo, y porta en la espalda una cabeza de lagarto que simboliza el mal o lucifer.
Los negros o arrabaceros, lleva una escopeta o rifle de madera y en el otro un caballero de madera y una vía en la mano, sobre la cabellera un paliacate rojo, sobre el rostro una máscara de madera que lleva en la frente una bolita marcándole el lugar, sobre su camisa diaria un chaleco negro, un pantalón gris hasta la espinilla, con abotonadura lateral, la rodilla, lleva cascabeles y en sus tobillos también.
Lagarto o dragón, paliacate en la cabeza, máscara de madera, en su camisa lleva un chaleco negro, paliacate en la cintura, cabeza de lagarto de madera con colmillo de jabalí pegado con cera negra y va amarrada en la parte baja, sobre el pantalón lleva cascabel y paliacate en la cabeza.
Soldados, en la mano izquierda lleva una lanza de madera, sobre el rostro máscara de cabellera de sojol, paliacate rojo, muñeca y anturas, pantalón y camisa de uso común y en los tobillos cascabeles.
- La Danza:

El desarrollo de la danza se compone de 3 actos o “pasadas”, como le llaman los danzantes, que son: “El advenimiento de San Miguel Arcángel”, La pasada del Lagarto” y “La muerte del Gigante”.
El primer acto es la presentación de todos los personajes sobre el espacio escénico, el segundo que se refiere a la muerte del lagarto o dragón y el tercero es la muerte de Goliat. Ambos personajes mueren decapitados por David con ayuda de los negritos, personajes chuscos dentro de la presentación.
La danza en sus tres actos todavía tiene algunas subdivisiones de cuadros, el planteamiento por lo general comienza con el orden de aparición de los personajes que posteriormente suscitarán la acción (combate). Con las representaciones teatrales están mezclados los diálogos que todavía persisten, antiguamente eran textos de prosa en verso que narraban el suceso; ahora son pequeños diálogos entre  Goliat y David sobre la superioridad de su jefe, dialogando si realmente están preparados para el combate y afirmar cada quien su superioridad. La trama es más o menos fijada, solo los personajes varían en cada cuadro, en este acontecimiento, el teatro, la danza, el desfile, la música y muchos elementos más que se llevan a cabo a su alrededor, nos remite a los espectáculos multitudinarios, la representación se lleva a cabo en la explanada que esta enfrente a la iglesia, ya que está prohibido bailar dentro de ella, por lo mismo, los personajes improvisan su altar donde deben estar sus accesorios de la danza, en la casa del capitán de danza que representa Goliat y desde allí van y vienen dentro de la representación al iniciarse o terminar cada cuadro.
Todos los personajes guardan el orden establecido en estas procesiones, danzantes, músicos y visitantes, hasta que en la solución del núcleo de acciones finaliza con la muerte de Goliat, es decapitado por David, quien le quita la máscara, acto con que simbólicamente lo decapita, allí termina la representación.

## Danza del Pochó

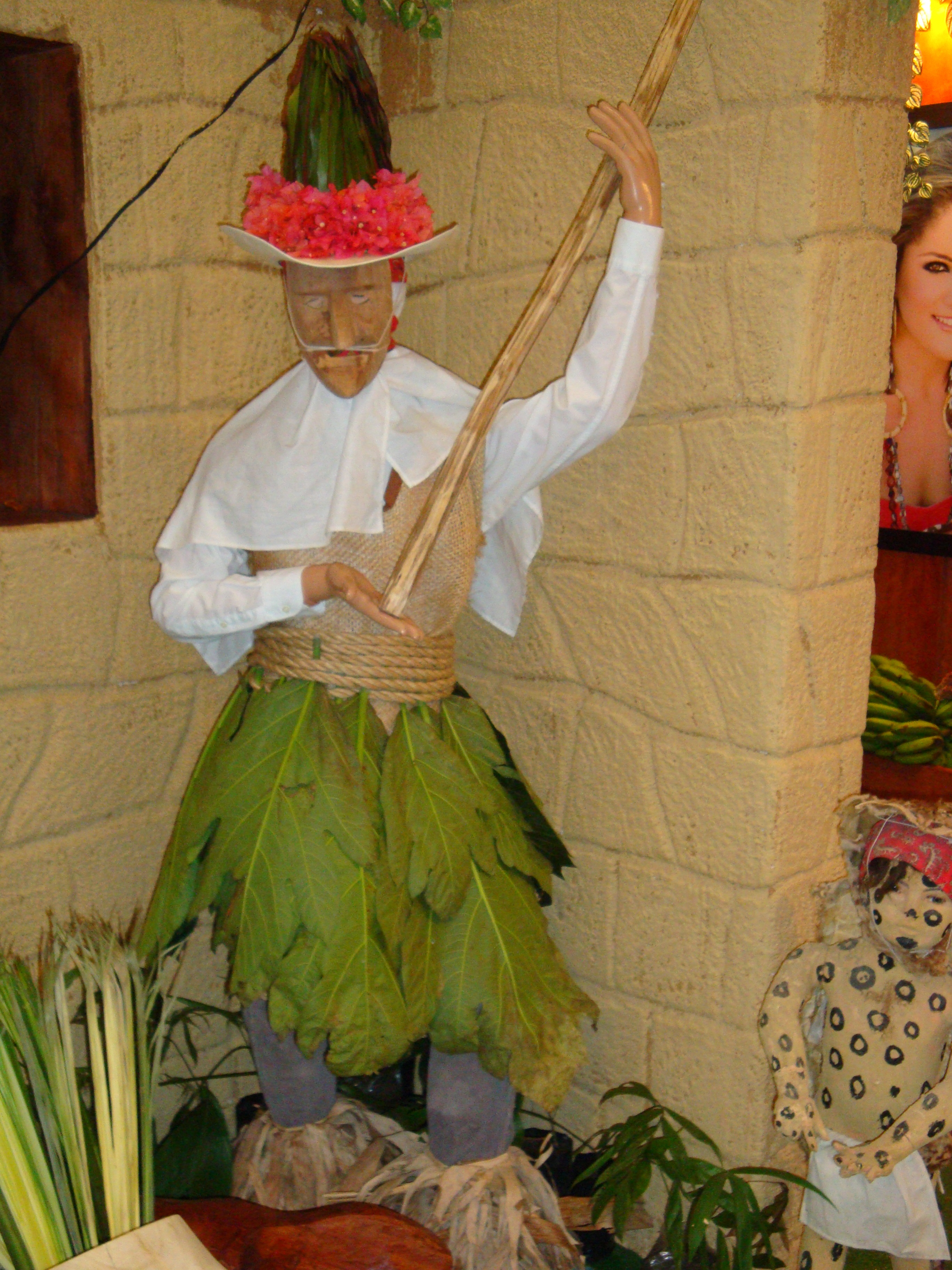
Indumentaria de los "Cojóes" durante la Danza del Pochó.

Es una danza que se realiza durante el Carnaval de Tenosique. De origen prehispánico, esta danza era practicada como parte de una ceremonia religiosa de culto a sus dioses. Cuando los conquistadores convirtieron a los indígenas al cristianismo, esta danza siguió ejecutándose y es así como se conserva hasta nuestros días.
- Fecha:

Inicia el 20 de enero y termina el martes antes del miércoles de ceniza.
- Personajes:

Cojóes (hombres), Pochoveras (doncellas) y Tigres.
- Tema:

Purificación del hombre a través de la lucha entre el bien y el mal.
- Música:

Sones melancólicos de danza.
- Instrumentos:

Tambor.
- Indumentaria:

"Cojóes" (danzantes o jugadores): Son hombres disfrazados de modo extraño. Las prendas principales son: Una máscara de madera con facciones regulares o grotescas a la que se le ponen bigotes, barbas y cejas de cerda, una túnica formada por un costal u otro saco construido con fibras y polainas, "sojol" o sea fragmentos secos de tallo de plátano. Las hojas secas de plátano son colocados de las rodillas a los pies; hojas verdes de castaña rodean a su cintura: sacos de hene-quén les cubren el tórax. Las máscaras o caretas multicolores vuelven anónimos sus rostros. Mantas y pañuelos, sombreros tejidos, adornados con flores y hojas de cañitas describen a los "Cojoes" en un ritual ancestral, en donde la acentuada distorsión de sus voces emite sonidos guturales que dan tono de fiesta envuelta de colores y misticismo.
Los "Cojóes" llevan sus "chiquísh"  o "bastón", que son palos huecos de un árbol llamado huarumo, sellados en ambos extremos con cera, en su interior llevan la "chángala", que es una semilla seca que recorre el cuerpo del "chiquísh". Generalmente llevan en la mano una caña de "jimba", nombre con el que se conoce a la especie de bambú que se produce en Tabasco.
"Pochoveras": Son mujeres que llevan un traje pintoresco; camisa con tira bordada a la usanza maya, falda amplia y larga, de un color chillante, un paliacate rojo a modo de capa y por tocado, sombrero de palma ancho, adornados por tulipanes naturales, hermosas flores del trópico, parecidas a las amapolas pero más grandes.
"Tigres": Son también hombres disfrazados, simulando a esta clase de felinos, por ropa llevan un taparrabo, cubren la desnudez del resto de su cuerpo con una capa de barro amarillo, líquido que se seca sobre la piel, en la cual se pintan manchas negras de carbón. Por último, se cubren la espalda con una piel de jaguar, que ha sido cuidadosamente obtenida, conservándole la cabeza, la cola y las uñas. La cabeza de la piel debe cubrir la cabeza del "tigre" y los pies y manos de aquella se cruzan sobre el pecho y la cintura de éste, procurando dejar libertad de movimientos para los brazos y las piernas. Como complemento llevan varios "silbatos" de carrizo pendientes de un hilo y uno de ellos constantemente en la boca, para utilizarlo a la hora de la función. Los "tigres" deben ser ágiles y fuertes, por eso generalmente son muchachos y hombres maduros.
- Argumento:

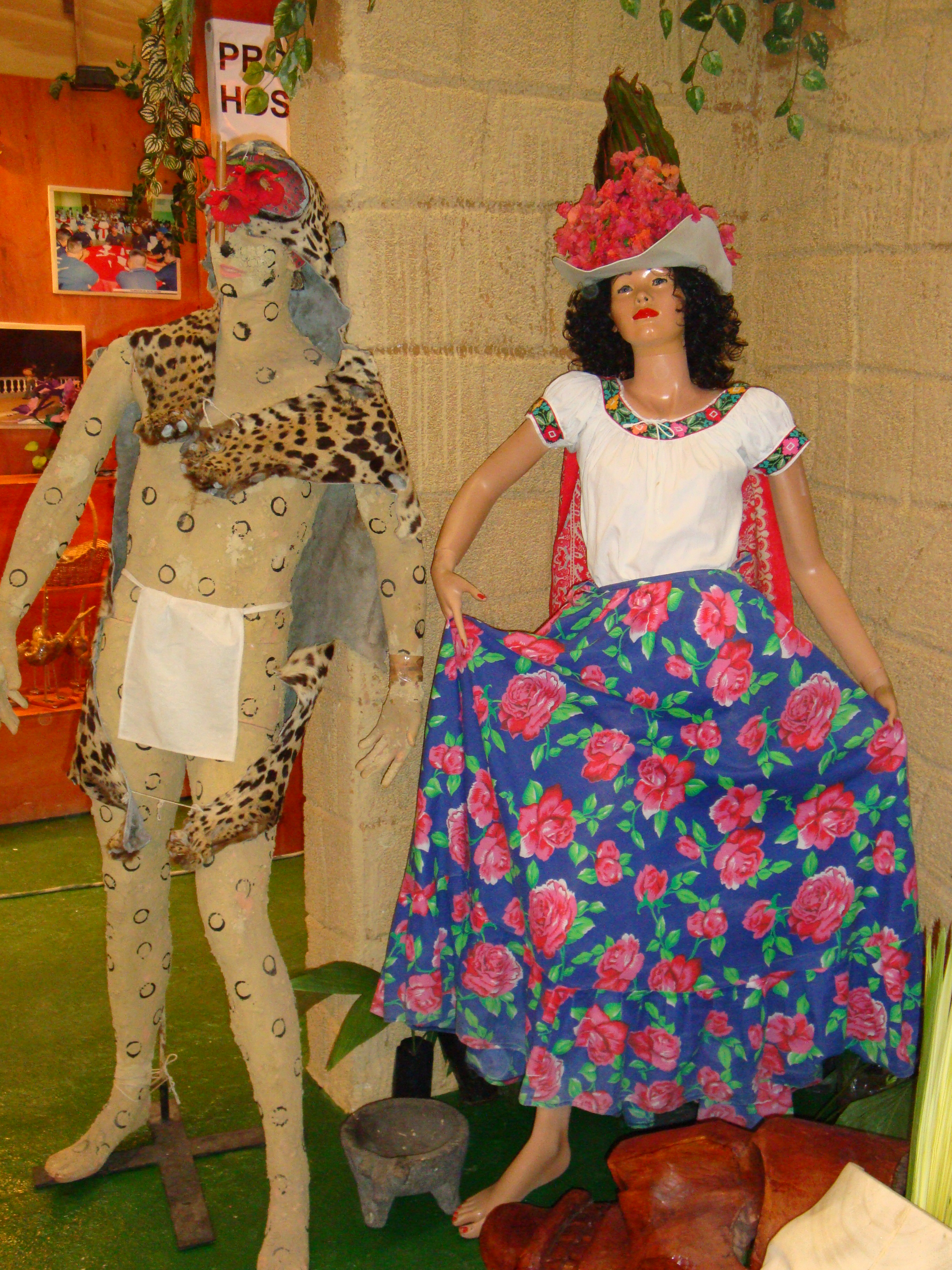
Indumentaria de "Tigres" y "Pochoveras", durante el Carnaval de Tenosique.

Los hombres (Cojóes) son criaturas superiores de la naturaleza, en quienes los dioses han depositado rasgos positivos y negativos; el dios maligno llamado: "Pochó", desea la destrucción de los hombres y envía a los "tigres" para eliminarlos, y en algunos combates salen victoriosos los "Cojóes", en otras veces los "tigres". El grupo de "Pochoveras" actúan ambiguamente, algunas veces como apoyo de los "Cojóes" y otras a los "Tigres". Los tres grupos deciden finalmente "recoger sus pasos", es decir, descansar su vida de actos reprobables y destruir a la vez dentro de sí mismos al Dios "Pochó" lo cual se simboliza con el recurso de quitarse la máscara en el mismo sitio donde al ponérsela había absorbido sus rasgos negativos.
La historia cuenta que los dioses dotaron a los "Cojoes" como seres superiores sin embargo, el Dios "Pochó" deseaba la destrucción de la humanidad por lo que envió a los "Tigres" a eliminarlos. Las "Pochoveras" son el enlace entre el "Pochó" y los seres terrestres y mediadoras entre "Cojóes" y "Tigres".
- La Danza:

La danza del "Pochó", es un juego carnavalesco y consiste en una serie de danzas y otras ceremonias ejecutadas al compás de una música melodiosa y triste, producida por una flauta de carrizo ("pito"), instrumento hecho con una caña de carrizo, acompañado de un tambor. El "pito" es siempre tocado por un anciano, conocedor de todas las partes de la complicada música que tiene que ejecutar durante la presentación. El tambor está a cargo de una persona que conozca el acompañamiento.
La estructura de esta danza se divide es cinco partes separadas por cambios de música, siguiendo una secuencia lógica, estas partes son:
1.- Al iniciar la música interpretada con un tambor y un pito, entran las Pochoveras en fila, formando un círculo que gira hacia la derecha. Durante esta parte no mencionan palabra alguna.
2.- Al variar la música del pito, entran los "Cojoes" realizando un gran escándalo y también forman un círculo; pero se gira a la izquierda, es decir, en sentido contrario a las Pochoveras.
3.- Nuevamente cambia la música del pito, anunciando la aproximación de los tigres. En ese momento se retiran las "Pochoveras" y, los "Cojoes", por parejas, extienden cuerdas o lías sobre el suelo y las mueven de arriba hacia abajo mientras que los "tigres" van entrando y sorteando las cuerdas. Cuando ya están todos adentro, se reanuda la danza, quedando los "tigres" en el centro, después los "Cojoes" y, en el círculo exterior, las "Pochoveras".
4.- De pronto cambia la música de los dos instrumentos; los "Cojoes" retroceden en forma violenta sobre el público, simulando una fuga, atrapando a los "tigres" y sujetándolos de la cintura los llevan hasta el centro, en donde los tiran al suelo, bailando a su alrededor y sentándose sobre ellos; en ese momento, da a los "Cojoes" una especie de temblor en todo el cuerpo. 
5.- Nuevamente cambia la música reviven los "tigres"; se forma una gran algarabía y formando pareja con los "Cojoes" persiguen a los espectadores y cuando logran alcanzar a alguno, el "tigre" lo levanta colocándole la cabeza entre las piernas, para  que pague una gratificación, finalizando la danza en medio de gran alegría.
La danza del "Pochó" es sin lugar a dudas, la danza más bella, extraña y misteriosa, de las que aún podemos admirar en el Estado.

## Danza de la Pesca de la sardina

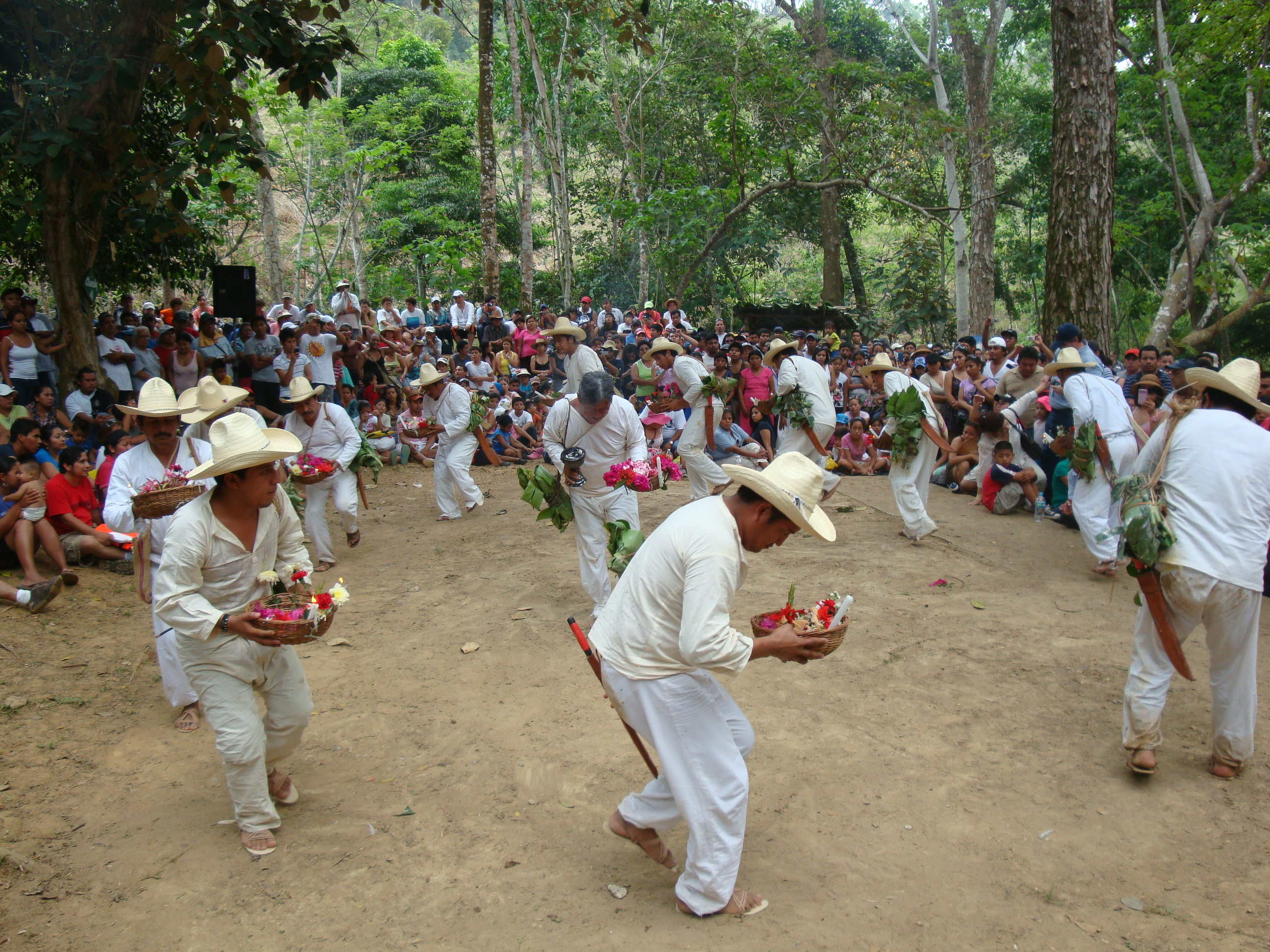
Escena de la danza de "La pesca de las sardinas", en Tapijulapa.

Danza originaria de Villa Luz en Tapijulapa, municipio de Tacotalpa. Es una danza de carácter social, mestizo y festivo, celebrada en el desarrollo de la Cuaresma, es una manifestación con motivo de representar esta actividad, a manera de ofrenda, participa "el viejo" o mayordomo y los pescadores.
- Fechas:

Se realiza en la semana anterior a la Semana Mayor de la Cuaresma.
- Personajes

"El Mayordomo" y los pescadores.
- Música:

Sones de danza. 
- Instrumentos:

Flauta de carrizo y tambor.
- Indumentaria:

Ropa de manta tradicional o de diario.
- Accesorios:

Maleta de barbasco, canasto de mimbre con flores y velas. 
- La Danza:

Esta fiesta de antecedentes prehispánicos es llevada a cabo en la cueva de "El viejo" que se encuentra en la comunidad de Villa Luz, Tapijulapa. Comienza con las "rayada" de la "cueza" en los arroyos que se encuentran cerca de la cueva (Arroyos de Azufre) allí preparan las maletas de "barbasco" con cal que envuelven en hojas de "Tanay" y las que llevan a la entrada de la cueva colgadas de su hombro.
Los jóvenes sostienen junto con un canasto lleno de flores, una vela amarrada en el; cuando el "mayordomo" así lo ordena comienza la ceremonia del pedimento de la sardina, la flauta toca una música lánguida que da pie y entrada a los danzantes que son guiados por un anciano o "mayordomo", el cual se coloca al centro del círculo que llegan a formar los danzantes estos se sientan cuando él se hinca y pide en lengua al abuelo de la cueva la pesca, después del pedimento, se ejecuta la danza y los danzantes la finalizan al llegar a la entrada de la cueva y tirar la ofrenda de flores que traen en el canasto, después entran en la cueva bajando hasta los vertientes de agua de azufre formados dentro de la cueva y suben hasta la cuenca para tirar la cueza que dormirá a los peces, los cuales bajaran "=drogados=" y aletargados, y serán presa fácil de cualquiera que tenga canasto. Esta sardina se come con guisos tradicionales de especias que se consiguen en esta región.

## Danza de los Comales
Esta danza prehispánica es bailada solo por mujeres y es atribuida al municipio de jalpa de Mendez y haciendo énfasis en el municipio de Comalcalco. Representa la fertilidad de la tierra y los productos que esta brinda entre ellos el maíz y el cacao base de la alimentación entre el pueblo maya-chontal.
Nota: Error en la atribución de esta Danza al municipio de Comalcalco, esta Danza es de Jalpa de Méndez,es una danza de creación: Música, Profr. José Luis Olán Rodríguez: Coreografía y Vestuario: Martha Pérez Olán, originarios de Nacajuca, pueden ir a realizar la investigación con dichos personajes.
- Fecha:

No posee una fecha específica para ser representada.
- Música:

Sones de danza.
- Instrumentos:

Flauta de carrizo, tambor, batería , guitarras, violín, etc.
- Indumentaria:

Aunque no posee un vestuario específico, existen algunas variantes de faldas con aberturas a los lados y una blusa de escote cuadrado. Otra versión es un traje completo confeccionado en manta cruda y con dibujos de pirámides, mazorcas de maíz o de cacao y granos de las mismas.
- Accesorios:'

El accesorio que se utiliza en esta danza es el denominado "Comal", que es un utensilio de cocina que tiene forma circular y es elaborado de barro. Se usa para tostar semillas o para cocer las tortillas o "totopostes", y aún persisten en la actualidad.
- La Danza:

En esta danza es bailada solo por mujeres, y en ella se observan juegos de figuras como cruces, reverencias a los puntos cardinales, saltos, giros; pero lo más representativo es el constante movimiento del comal de una mano a otra.

## Danza de los Pájaros
Esta danza es originaria del Poblado de Guaytalpa, municipio de Nacajuca.
- Fecha:

Se baila por lo regular el 28 de junio en las vísperas de la fiesta de San Pedro y San Pablo.
- Elementos:

El pájaro: la figura es hecha a base de papel resistente y engrudo sobre una armazón de alambre y/o madera, aunque también depende del material que esté al alcance del artesano. Se cubre al ave con pintura que le brinde las tonalidades adecuadas. La creatividad es sin límite y se les ha agregado en la actualidad plumas originales.
El traje: 
El más conocido está confeccionado en tela negra. La mujer porta un vestido completo con aberturas a los costados y adornado con plumas a las orillas. En el hombre se usa un taparrabo que también posee plumas al frente y en la parte trasera. Ambos van descalzos y portan en su mano derecha una sonaja que hacen vibrar al compás de la música.
- La Danza:

La danza es ejecutada por parejas que representan al macho y la hembra, estas realizan movimientos de acuerdo con la música e imitan a las aves en su hábitat al iniciar el vuelo, comer e incluso el apareamiento.
En la actualidad los diversos grupos de danza utilizan una cantidad de aves sumamente vistosas como tucanes, guacamayas, loros, etc. Pero hay que hacer hincapié en que no es cualquier tipo de pájaro son exclusivamente los de pantano, tan propio del municipio de Nacajuca, como son: pistoque, pájaro carpintero, tutupana, chachalaca, chupita (colibrí), pico de hacha (tucán), martín pescador, garza blanca, garza negra, pijije, cucupato, e incluso chocolatera y uno que otro pato.

## Ceremonia del Maromo
En la época colonial, en la ahora Villa Tamulté de las Sabanas, municipio de Centro, en donde se llevaba a cabo la fiesta a Tamul Cantepec, dios de la agricultura, una ceremonia en la que se ofrecían ofrendas de comida, música, danzas y ofrendas de la tierra llamadas "enramas".
- Fecha:

Esta danza se ejecuta en Tamulté de las Sabanas durante la fiesta de San Francisco de Asís que se lleva a cabo del 2 al 4 de octubre. Del mismo modo en la comunidad de Buenavista, del 12 al 13 de junio durante la fiesta de San Antonio de Padua.
- Origen:

La danza de "El Tigre" formaba parte del ritual y era ejecutada por un guerrero y cuatro tigres, quienes dramatizaban una pelea; cuando los tigres ganaban, lo amarraban a un poste y simulaban sacrificarlo. Esto se llevaba a cabo en el bosque de Cantepec y en la cueva del mismo nombre. Por su ritual de sacrificios de aves y la ingestión de bebidas rituales embriagantes, fue prohibida por el monje Villela en 1731, con la amenaza de que quien la bailara recibiría cien azotes.
Desde entonces la ceremonia de "El Tigre" quedó fragmentada y la danza cambió de nombre siendo interpretada hasta la fecha solo por el guerrero; para protegerla, los ancianos de la "mayordomía" le pusieron el nombre de "Maromo" y es quien actualmente lleva a la iglesia la comida de ofrenda. Es el "Kooyac", el danzante que va a la cabeza y en ocasiones, cuando se encuentra con el "caballito blanco" pelea con él.
- La Ceremonia:

La ceremonia actual se constituye de novenario, en el que se lleva a cabo la preparación de las velas que se entregan desde el día 4 en procesiones que van de la casa del patrono, a la iglesia.
Tres meses antes se lleva a cabo la preparación de la bebida ritual llamada "guarapo" (tepache), y el 12 de junio culmina el rito del "Maromo" con la preparación de la comida tradicional que se llevará a la iglesia a las doce del día.
El danzante lleva la procesión de la iglesia a la ermita del patrón. De retorno, a medio camino, se encuentra con el "caballito" y después de escenificar una batalla ambos personajes levan la comida a la iglesia, donde será ofrecida en lengua chontal para después ser compartida con toda la comunidad.